# Comuna Strilkovîci, Sambir
Strilkovîci (în ucraineană Стрілковичі) este o comună în raionul Sambir, regiunea Liov, Ucraina, formată din satele Bilokî, Dubrivka, Strilkovîci (reședința) și Vanovîci.

## Demografie
Componența lingvistică a comunei Strilkovîci
     Ucraineană (96,14%)
     Alte limbi (0,2%)
Conform recensământului din 2001, majoritatea populației comunei Strilkovîci era vorbitoare de ucraineană (96,14%), existând în minoritate și vorbitori de polonă (3,65%).